# 日本革命的共産主義者同盟（第四インターナショナル日本支部）
日本革命的共産主義者同盟（第四インターナショナル日本支部）（にほんかくめいてききょうさんしゅぎしゃどうめい だいよんインターナショナルにほんしぶ、略称：第四インター）は、革共同系の日本の新左翼党派。1965年に結成され、1991年に国際組織・第4インターナショナル統一書記局から除名されたことにより日本革命的共産主義者同盟 (JRCL)に表記変更した。
略称は単に「インター」または「四トロ」（よんとろ）と呼ばれる事もあるが、「四トロ」は対立相手からの蔑称で使用される場合が多い。主な指導者は西京司（大屋史朗）、岡谷進、太田竜、酒井与七、織田進など。 機関紙誌は『世界革命』（旧『第四インターナショナル』）。学生組織は「国際共産主義学生同盟」。ヘルメットの色は赤、鎌と槌を交差させたマーク(ソビエト連邦の国旗と酷似しているが左右反転)を黒く書いていた。一方、この組織からの分派は黒いヘルメットを被っていた（プロレタリア軍団）。「極東解放革命」などを掲げた。
JRCLとNCIWが共同編集を行っている機関紙『かけはし』（旧世界革命）は2020年12月7日号、JRCLとNCIW連名による共同コミュニケ「第四インターナショナル日本支部としての活動再開にあたって」(2020年11月26日)を掲載し、団体の第四インターナショナル日本支部への復帰を表明した。

## 概要

第四インターナショナルの赤ヘル

1957年12月、日本トロッキスト聯盟が革命的共産主義者同盟（革共同）に改称し、1958年8月、日本社会党への全面的加入戦術の提起を却下された太田龍の一派が脱党して、トロツキスト同志会が結成された（革共同第一次分裂）。 1959年1月、革共同議長だった黒田寛一が警視庁公安部に日本民主青年同盟の情報を売ろうとしていたことが発覚、8月の革共同第一回大会で黒田を除名するが、本多延嘉ら黒田を擁護した反スターリン主義派が脱党、黒田とともに革命的共産主義者同盟全国委員会を結成する（革共同第二次分裂）。
1965年、革共同は国際主義共産党（ICP、太田派）と統合して日本革命的共産主義者同盟（第四インターナショナル日本支部）を形成。
70年代には「極東解放革命-急進主義統一戦線」を掲げて、とりわけ三里塚闘争に力を入れ、1978年には成田空港管制塔占拠闘争を主導し、日本支部が掲げた新東京国際空港の「3月30日開港阻止」のスローガンを実現させた。
1991年、第四インターナショナル統一書記局派の第13回世界大会は、80年代初頭に表面化した「性差別問題」を理由に、日本支部から「支部」としての資格を剥奪する。世界大会の決定は「女性同志の意志に応じて女性同志を第四インターナショナルのメンバーとみなす」とした。この時点で組織としての日本支部は解体した。
現在、日本革命的共産主義者同盟 (JRCL)と国際主義労働者全国協議会（労働者の力）の二つのグループが「支部」ではなく「パーマネント・オブザーバー・グループ」として第四インターナショナル統一書記局に参加している。1987年に形成された第四インター女性解放グループは1995年に実質的に解散した。

## 歴史

### 前史 革共同関西派
指導者は、西京司（大屋史朗）、岡谷進。 機関紙誌は、『世界革命』、『第四インターナショナル』、『プロレタリアート』。
1960年11月、第四インターナショナル日本委員会多数派と統合して第四インター日本支部を形成。
西、岡谷は、50年代初頭の日本共産党の「山村工作隊」や「中核自衛隊」などの武装闘争時代の体験から、とりわけ学生の実力闘争主義的傾向には常に批判的だった。1957年に開始される日本共産党綱領論争において、京都の共産党学生対策部（学対）の責任者でもあった西が執筆した『レーニン主義の綱領のために』（「沢村義雄」名義）は、学生共産党員はもとより当時共産主義者同盟が指導する全学連の内部においても、よく読まれ影響を与えたという。しかし、60年安保闘争における全学連の突出戦術を厳しく批判し、また安保闘争よりも、当時一方で高揚していた三池闘争を重要視し、「三池-全国炭鉱国営化・労働者管理」のスローガンを対置する傾向に、当時の急進的な学生から「経済主義者」と批判され、離反を招いたといえる。

### 第四インターナショナル日本支部 結成

第四インターナショナルのシンボル・マーク

指導者は、西京司（大屋史朗）、酒井与七、今野求、織田進。 機関紙『世界革命』（1976年から週刊化、96年に『かけはし』に改題）、理論誌『第四インターナショナル』（不定期刊）。
1965年2月、国際主義共産党（ICP、太田派）と統合して日本革命的共産主義者同盟（第四インターナショナル日本支部）を形成。1966年頃に、前年の太田が指導した三多摩社青同による立川米軍基地突入闘争（太田龍の項参照）と日韓条約批准反対闘争の総括をめぐって批判された太田が離脱、太田とICPが形成していた三多摩社青同の「トロツキスト・フラクション」も崩壊する。1967年、離脱した太田らは第四インターナショナル日本支部 (ボルシェビキ・レーニン主義派)を結成、一方で1967年頃から独自に形成されてきた「トロツキスト」を標榜する社青同国際主義派が登場し、日本支部に接近する。社青同国際主義派は、68年の10.21国際反戦デー新宿闘争への800人動員をピークに「新しいトロツキスト潮流の登場」を印象付けた。
1969年の東大闘争における安田講堂攻防戦では、社青同国際主義派の学生メンバーを中心とした日本支部の部隊は、本郷の法研6号館を担当して篭城、機動隊と衝突した。その際に、篠原一教授の研究室が破壊されてマイクロフィルム資料が消失した件について、丸山眞男東大教授が「学生たちはナチスでさえやらなかった暴挙を行った」と発言したことは有名である。のちに当時の日本支部の篭城部隊の指揮者は「たまたま自分たちが担当した建物に篠原の研究室があったのであって、ただ単に寒かったから書類やフィルムを手当たりしだい燃やして暖を取っただけ。丸山の感情的な物言いは『日本の進歩派はこんな程度なのか』と当時こちらが驚いた」と1996年に機関紙で明かした。 
同年、社青同国際主義派は日本支部に正式に合流して、学生組織:国際主義共産学生連盟（学生インター）に発展する。
酒井らの「新しい世界的青年反乱の時代の始まり」を基本的情勢認識とする急進主義派と、西らの「旧関西指導部」の「労働者革命主義」とでも言うべき当時としては「右派」的な傾向がしばらく共存した日本支部だったが、1969年5月31日におこった大阪教員組合主催の“沖縄奪還大教組全員集会”に第四インター系の「国際主義高校生戦線」のメンバーを含む210人の反戦高校生が主催者の制止を破って乱入し、壇上を占拠するという事態の評価をめぐって論争が発生する。西派は「高校生の行動は運動破壊にすぎない」と断じたのに対して、酒井派は「現在起こっている事態は、フランス五月革命に代表される新しい世代の新しい挑戦なのである。青年の文字どおり急進的な大衆闘争の発展を伝統的改良主義運動の抑圧から防衛しようとしなければならない」と反論、酒井派が多数となる。
以後、西は指導部の第一線からは退き、「全人民急進化の時代」という情勢認識による「極東解放革命」（沖縄、韓国の軍事化を前提とした日本「本土」の -日本社会党および日本共産党的な- 「一国平和主義」に反対し、反植民地運動-アジア人民と「本土」人民の連帯と結合による東アジア総体の反帝国主義闘争の高揚によって米日韓軍事同盟を打ち破る、とする理論）を掲げた「ラディカリズムの極としてのトロツキスト運動」を牽引する酒井、織田の路線が、70年代の日本支部の基調となる。

### 1970年代
この「極東解放革命」路線のもとで、日本支部は、
- 三里塚闘争（「全国住民運動の頂点としての三里塚」という位置づけ）
- 70年安保・沖縄闘争（沖縄で起こっているのは軍事植民地に対する「反植民地運動-沖縄革命」であり、また、沖縄住民の九割が要求する本土復帰に対する「反返還」や「沖縄独立」はセクト的な反動スローガンである、という認識から「沖縄人民の本土復帰要求支持・沖縄労農自治政府の樹立」をスローガンとする）
- ベトナム革命連帯（チェ・ゲバラの「第二、第三、もっと多くのベトナムを！」という呼びかけに応えて、ベトナム戦争を一般的な「反戦」ではなく、植民地解放革命の進行の過程と捉えて連帯するという立場）
- 韓国民主化運動連帯（「金大中拉致事件」真相究明闘争、金芝河死刑阻止闘争など）
- 部落解放闘争（「狭山差別裁判」糾弾闘争、映画『橋のない川』上映反対運動など）

その他、霞ヶ浦高浜入干拓事業反対運動（干拓事業は1978年に中止を決定）やロッキード疑獄糾弾闘争などの大衆運動に積極的に取り組んだ。
日本支部は最上級機関の政治局と各県委員会・地方支部から選出された中央委員会を設置する民主集中制による組織運営を採用した。しかし、日本共産党や中核派の運営方法と違って、大会や上級機関の決定に反対あるいは保留する組織内分派の形成を容認していた点にその組織論の特徴がある。また、大会での重要案件については、賛成・反対両派のパーセンテージを公表していた。あるいは、指導部や大会決定に反対する分派や個人の声明や論文も積極的に機関紙に掲載していた。（この方法論は、第四インターナショナル統一書記局共通のものであり、現在のJRCLに受け継がれているが、日本支部から分裂した一方のグループである労働者の力は民主集中制そのものを否定して「全国協議会」というスタイルを採用している）
その路線的特徴としては、官公労などの「労働者本隊」の戦闘化とその内部での組織化を推し進めつつ、当時ベトナムに代表された植民地解放運動や「労働者本隊」の外で展開されている三里塚や反公害などの住民運動や部落解放運動を結合することによって、「人民総体の反帝国主義化による権力闘争」の高揚を図る、とでも言うべきものだった。また、左翼内部の物理的抗争（内ゲバ）や爆弾などを用いたテロリズムを否定して「大衆運動主義-大衆的実力闘争」を掲げていた。
1972年以降、それまでの新左翼運動の三大党派であった革マル派、中核派、解放派が三つ巴の「内ゲバ戦争」を激化させ、一大勢力だったブント（社学同）も四分五裂した中、日本の新左翼の中ではむしろ傍流的存在だった日本支部は急速に勢力を伸ばしてゆく。
1974年の春闘では、当初は「ゼネスト」を呼号したにも拘らず最終的には政府との妥協によって「ゼネスト中止」を決定した総評指導部に逆らって、日本支部が強い勢力を持っていた宮城県において旧電電公社の労働者を中心に「全宮城ゼネスト貫徹共同闘争委員会」を結成して、4月8日から11日にかけて公務員部門の郵便、国鉄、電信を中心として民間の一部において敢行された「宮城ゼネスト」を主導した。日本支部は70年代を通して「総評青年協のイニシアティヴ奪権」をスローガンに掲げ、その取り組みは80年代初頭の電通労組、国鉄における鉄産労の結成などに結実する。
学生運動の分野では「全学連のセクト化反対・内ゲバを排した学生運動を！」を掲げて「全学連の再建」をスローガンに、東北大学、秋田大学、山形大学、芝浦工業大学、上智大学などに一定の勢力を有した。

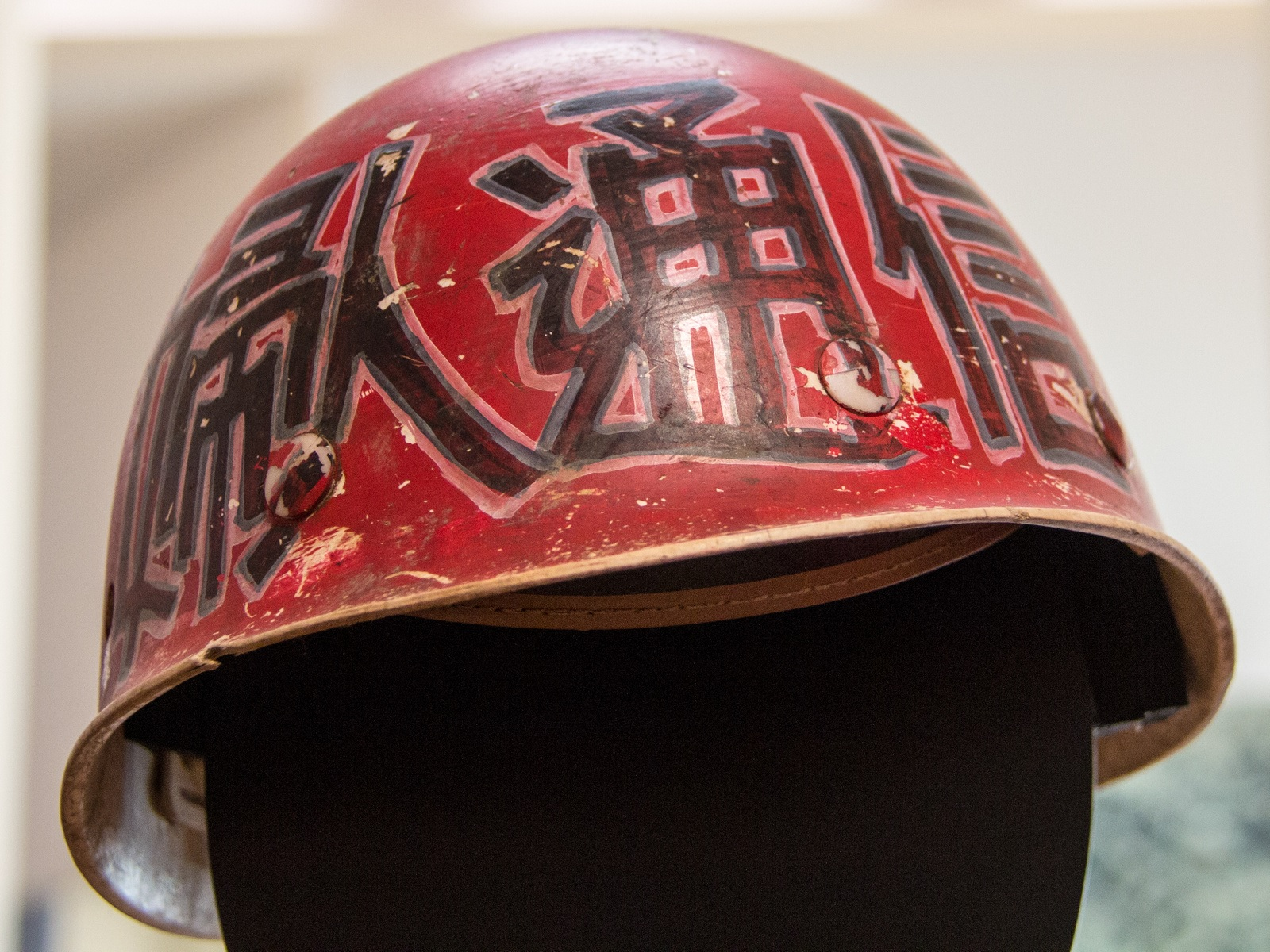
成田空港 空と大地の歴史館　「婦人通信」ゲバヘル

1975年には、国際主義共産学生連盟（学生インター）と国際主義高校生戦線、そして主に東北地方の反戦青年委員会のトロツキスト・フラクションとして青年労働者を組織していた国際主義労働者委員会（指導者：石森健、大門健一、遠藤一郎ら）が統一して、青年組織・日本共産青年同盟を1400名で結成する。また、自衛官向け宣伝誌『兵士と労働者』（80年代半ば頃まで発行）を発行し、自衛官の組織化を位置づけていた。あるいは「社会主義をめざす婦人運動を」をスローガンに『婦人通信』を発行し、1978年に女性大衆組織・社会主義婦人会議を結成する。
1978年3月26日、「空港包囲・突入・占拠」をスローガンに成田空港開港を阻止する実力闘争を構造改革派のプロレタリア青年同盟、共産主義者同盟戦旗派とともに展開し（通称「赤ヘル三派」）、地下道から空港内に突入した15名の行動隊が空港の管制塔に突入して通信機器を破壊した。それと同時に、4000名もの実力闘争部隊が空港各所から突入し、ついには警官隊が発砲する大騒乱となり、成田空港の開港を2ヶ月遅らせた。いわゆる「管制塔占拠闘争」を主導した。

### 1980年代以降
80年代に入ると、「成田空港の二期工事着工阻止-空港廃港」を最大のテーマに、反戦-反安保-反核、労働運動の右翼的統一反対などを掲げて、運動を展開する。1982年、三里塚現地闘争本部の指導的幹部による性暴力が被害女性メンバーの告発によって発覚する。調査の結果、複数の組織内性暴力事例も判明した。当初は事態の真相や加害者の行為の定義をめぐって組織内部で議論が紛糾する。議論の末、「女性の望まない性的接触はすべてレイプである」というフェミニズム的解釈を受け入れ、加害者の行為を「レイプ」と定義し、1983年に組織として問題を公表し「自己批判」した上で加害男性メンバー4名を除名処分した。（いわゆる「ABCD問題」）。
この同時期、日本支部は三里塚闘争の方針をめぐって、中核派との対立を深めていた。農民の土地を多くの支援者たちで共有することで、空港公団の土地取得を困難にさせる、いわゆる「一坪再共有化運動」の是非をめぐる空港反対同盟内の農民の対立を背景に、1983年3月8日に空港反対同盟は日本支部などが支援する「熱田派」と中核派などが支援する「北原派」に分裂する。この分裂に際して「新しい型の反革命と化した第四インターが、一坪再共有化によって土地を政府・公団に切り売りしようとしている」とした中核派は、1984年の1月に同時5ヶ所の日本支部メンバーの自宅、そして7月にも同時に3ヶ所のメンバー自宅を襲撃し、計8人の日本支部メンバーを頭蓋骨陥没や左足切断の重傷者2人を含む負傷をさせる。
このテロに対しては、日本支部は物理的報復ではなく「中核派糾弾キャンペーン」を広範に行うことで、運動圏において中核派を孤立化させることに一定成功する。しかし、「組織の集団生活化」も含むテロへの警戒態勢のなかで、「組織内女性差別問題発生の根拠と総括」をめぐる議論が、中断することになる。その一方で、国鉄分割民営化反対運動の敗北の総括と総評の全民労協への吸収過程（のちに連合を形成する）をめぐる評価（酒井与七ら政治局多数派の「階級の敗北」論）や労働運動方針などをめぐって1987年頃から公然と分派闘争が開始され、このことも女性メンバーの不信を募らせる結果になり、数年かけて女性メンバーが日本支部の組織から総離脱していくことになる。
1987年に女性メンバーによって第四インター女性解放グループが結成され、これへの対応をめぐって「女性メンバーの組織内独自結集」に反対した第4インターナショナル日本支部再建準備グループ (MELT) が分裂。さらに1989年には第四インターナショナル日本支部全国協議会（労働者の力）が分裂した。1991年、第四インターナショナル統一書記局派の第13回世界大会では、「日本小委員会の報告と提案」が報告され女性メンバーたちを除いた旧日本支部の状況を「第四インターナショナル支部としての資格欠如」と判断した（この時点で日本支部は日本革命的共産主義者同盟 (JRCL)と表記変更）。その根拠は、80年代初頭に表面化したABCD問題による性差別問題に男性メンバーの側が自己批判、総括を行いえていないこと、その結果、女性メンバー達の一部が独自のグループを結成する（第四インター女性解放グループ）事態をもたらし、女性と男性が事実上別個の組織に属するという事態を引き起こしていた点にあった。また、女性メンバーすべてが同グループに結集できていた訳ではなく、組織内分派として承認しないと主張して分派闘争を始めていたMELTにも、旧日本支部女性メンバーは参加していた。世界大会の決定は「女性同志の意志に応じて女性同志を第四インターナショナルのメンバーとみなす」というものであり、女性解放グループが日本支部としての資格を承認されたという理解は誤りである。第四インター女性解放グループは結集軸であった社会主義婦人会議が1995年に解散し、それとともに女性解放グループの活動も停止した。
現在、日本革命的共産主義者同盟 (JRCL）と国際主義労働者全国協議会（労働者の力）の二つのグループが「支部」ではなく「パーマネント・オブザーバー・グループ」として第四インターナショナル統一書記局に参加している。1975年に中核派から第四インターに加盟し、1980年に脱退した村岡到は同年に政治グループ稲妻を結成するが、1995年に解散を発表。その後ロゴスの会オルタフォーラムQなどを運営している。2007年には「政治の変革をめざす市民連帯」に関与している。